# ادوارد ویلده
ادوارد ویلده (استونیایی: Eduard Vilde; ۴ مارس ۱۸۶۵ – ۲۶ دسامبر ۱۹۳۳) نویسنده و دیپلمات اهل استونی بود. وی یکی از مشهورترین چهره‌های ادبیات استونی بود و به‌طور کلی به عنوان اولین نویسنده حرفه‌ای کشور استونی شناخته می‌شود.
آثار وی تحت تاثیر سبک‌های واقع‌گرایی و ناتورالیسم امیل زولا نویسنده فرانسوی قرار گرفته بود.

## نگارخانه

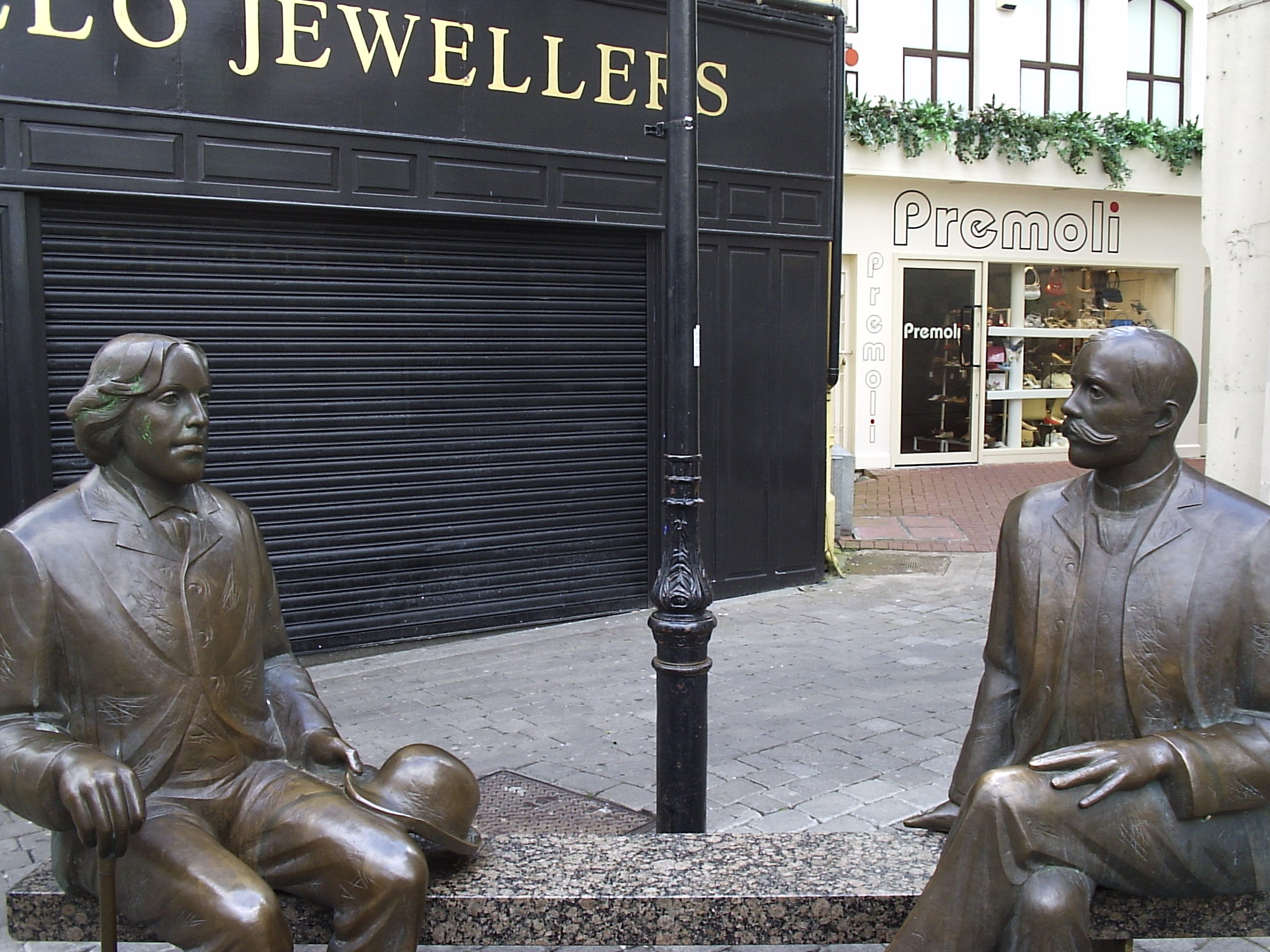
مجسمه اسکار وایلد و ادوارد ویلده در گالوی
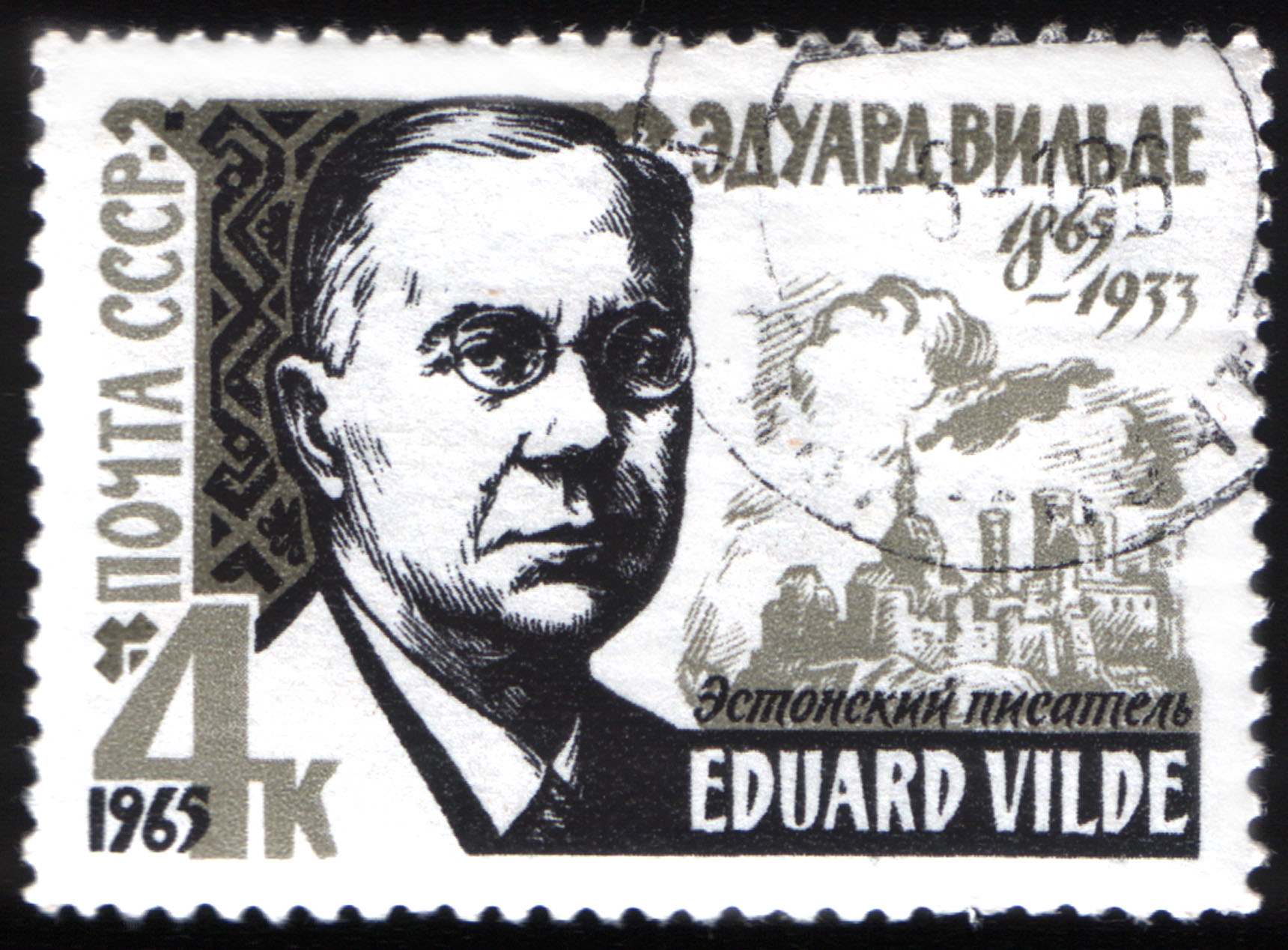
تمبر ویلده، ۱۹۶۵
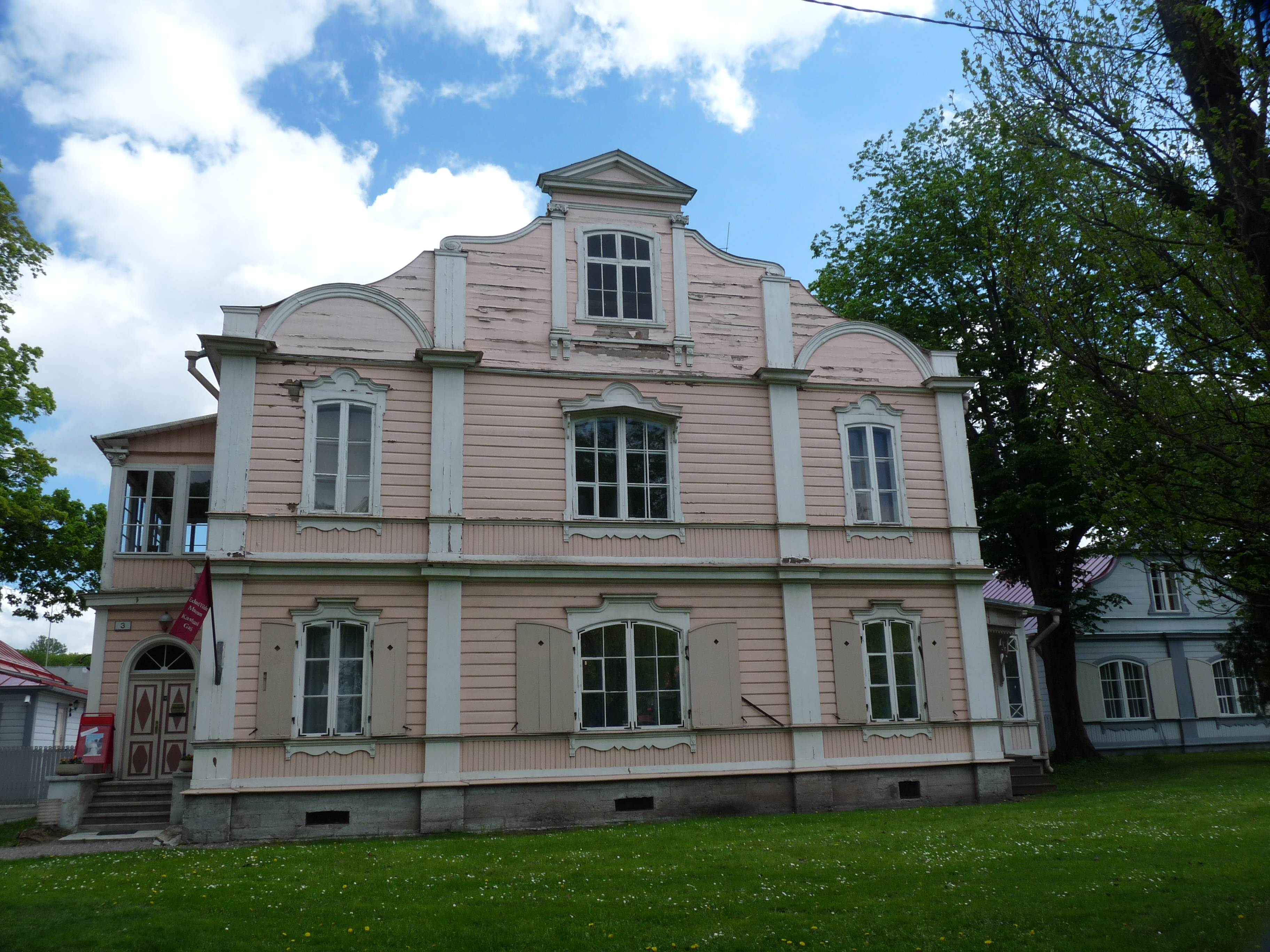
خانه کادریورگ، جایی که ادوارد ویلده در سال ۱۹۲۷-۱۹۲۷ زندگی می‌کرد.
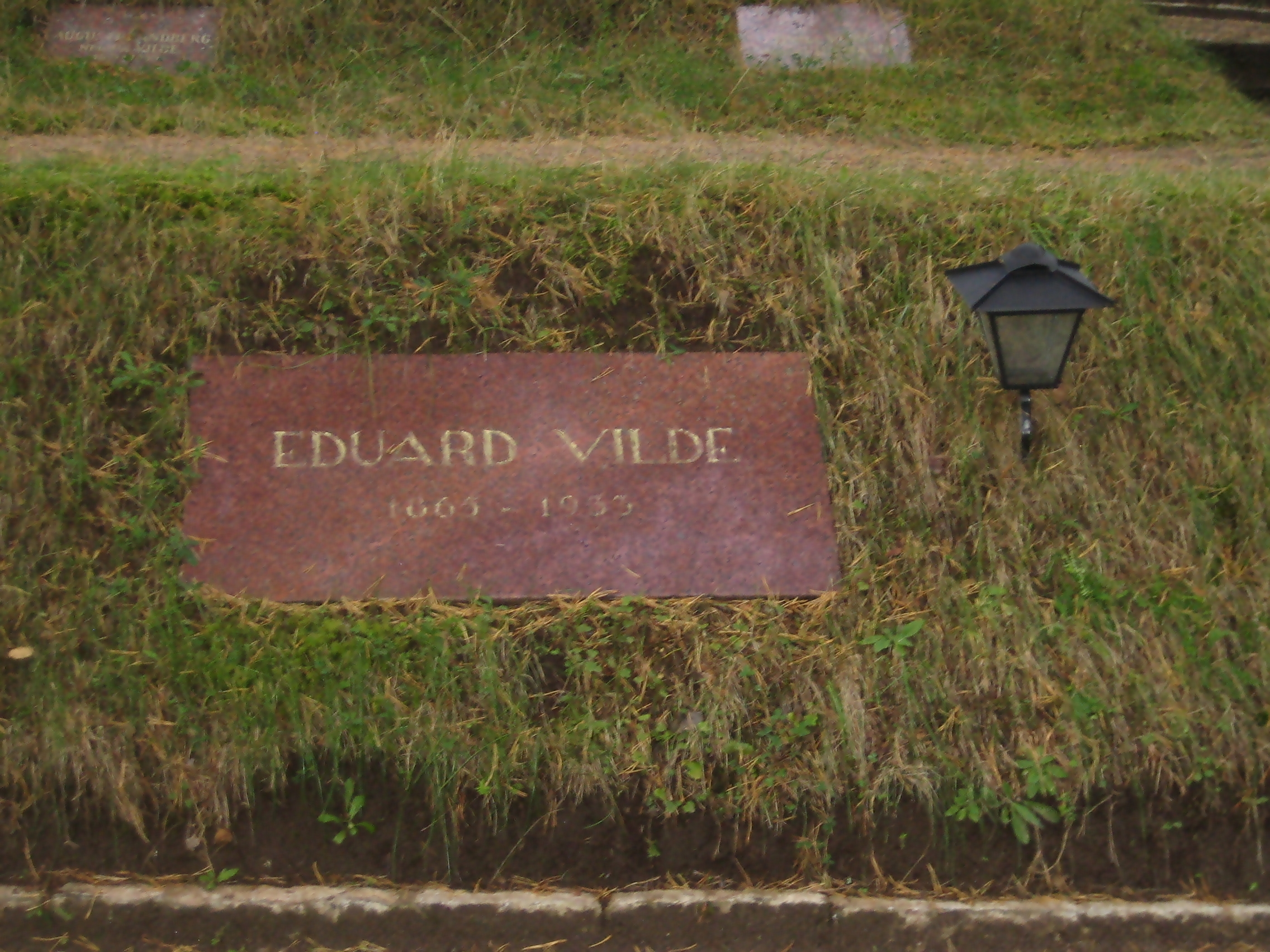
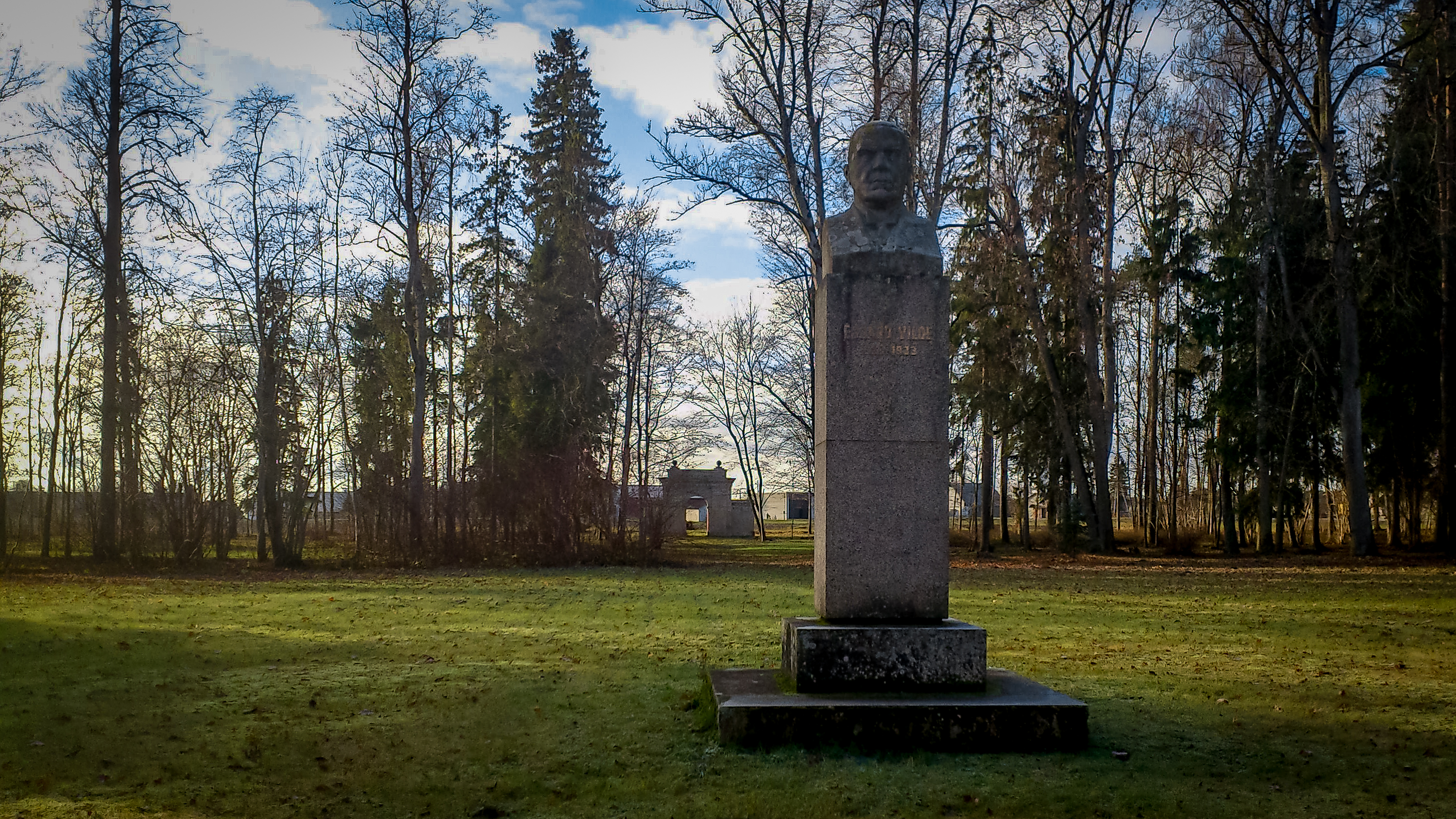
بنای یادبود ویلده در موگا، شهرستان لنه-ویرو